# تشارلز أندرسون (عالم)
تشارلز أندرسون (بالإنجليزية: Charles Anderson)‏ (5 ديسمبر 1876 ، ستينيس – 25 أكتوبر 1944 دارلينج هيرست، نيو ساوث ويلز ) هو عالم أسترالي متخصص في علم المعادن وعلم الحفريات. وكان مدير المتحف الأسترالي من 1921 إلى 1940.

## المسيرة المهنية
كان تشارلز أندرسون الابن الأصغر لجون أندرسون من موا، ستينيس، جزر أوركني في اسكتلندا. وكان لديه ثمانية أشقاء (شقيقان وست شقيقات). بعد الانتهاء من المدرسة في ستينس وكيركوال كان متريكلتد في جامعة أدنبرة لدراسة الكيمياء، وعلم البلورات، والجيولوجيا، وعلم المعادن، والفيزياء، وعلم الحيوان. حصل أيضًا على التميز في الأدب الإنجليزي واللاتينية والرياضيات العليا. في عام 1898 تخرج من كلية الآداب عام 1900 وحصل على بكالوريوس العلوم وفي عام 1908 حصل على الدكتوراه في العلوم. في 21 يوليو 1901، انضم إلى المتحف الأسترالي كخبير في علم المعادن. تزوج من إلسي هيلين روبرتسون في 18 يناير 1902 ولديه ابنتان وابن واحد. بدأ في البداية عمله البحثي في علم البلورات المورفولوجية وكيمياء المعادن في أستراليا. في عام 1911 زار العديد من مجموعات المتاحف الأوروبية حيث كتب تقارير عنها في عام 1912. وفي عام 1916 نشر قياسات ورسومات 45 نوعًا معدنيًا في أستراليا. ركز في وقت لاحق على مجال البحث في علم الحفريات الفقارية. عندما تم اكتشاف حفريات من أنواع ميولانيا الثانية في جزيرة والبول، نشر تنقيحًا للجنس كله في عام 1925. بعد وفاة روبرت إيثيرج (1847-1920) أصبح أندرسون مديرًا للمتحف حيث بقي حتى تقاعده في 31 أكتوبر 1940.
شغل منصب رئيس الجمعية الملكية لنيو ساوث ويلز (1924)، والجمعية اللينية لنيو ساوث ويلز (1932)، والجمعية الأنثروبولوجية لنيو ساوث ويلز (1930 و 1931)، والجمعية الجغرافية لنيو ساوث ويلز (1941 و 1942). وكان من بين مؤسسي رابطة المعارض الفنية والمتاحف في أستراليا ونيوزيلندا، وعضوا في المجلس القومي للبحوث الأسترالية. بالإضافة إلى ذلك، كان عضوًا في المتحف الأمريكي للتاريخ الطبيعي في نيويورك، وعضوًا في جمعية علم الحيوان في لندن. وكان أحد الأمناء الفخريين للجمعية الملكية لنيو ساوث ويلز من 1935 إلى 1943.